# Mustelus canis
La musola pintada (Mustelus canis) es una especie de tiburón de la familia Triakidae. Es de color gris oliva o marrón, y puede presentar tonos amarillos o blancos grisáceos. Las hembras llegan a vivir dieciséis años y los machos, diez. Esta musola fue el primer tiburón en el que se diagnosticó una infección viral.

## Tamaño y crecimiento
La longitud de la musola pintada alcanza los 1,5 m, y su peso máximo es de 12 kg. Llega a estas dimensiones máximas a los siete u ocho años de edad. El tamaño promedio de este tiburón es de aproximadamente 1,2 m. Esta especie crece rápidamente, pues los machos alcanzan la madurez a los dos o tres años de edad, y las hembras, a los cuatro o cinco.

## Hábitat
Habita con frecuencia en bahías y otras zonas cercanas a la costa, y prefiere aguas poco profundas de menos de 18 m de profundidad, pero se le puede encontrar a profundidades de 200 m. Esta especie también ha sido vista en agua dulce aunque es poco probable que sobreviva en dichas zonas por periodos prologandos de tiempo. La musola pintada emigra según la temporada, pues se desplaza al norte en la primavera y al sur en el otoño. Es una especie predominantemente nocturna.

## Alimentación
La musola pintada es un depredador carroñero y oportunista que se alimenta principalmente de grandes crustáceos, incluyendo langostas, camarones y cangrejos, así como pequeños peces y moluscos. Algunos de los peces pequeños que son cazados por esta musola incluyen a la lacha y a la tautoga. Los ejemplares jóvenes se alimentan de pequeños camarones, gusanos y cangrejos.

## Reproducción
El apareamiento ocurre en prácticamente todo su rango de distribución de mayo a julio. Después de un periodo de gestación que oscila entre los diez y los once meses, la madre da a luz a una camada que va de los cuatro a los veinte alevinos entre fines de la primavera y principios del verano. Las hembras de mayor tamaño tienden a tener más crías.

## Relación con los seres humanos
En ciertas áreas, la carne de la musola pintada es comerciada fresca o en salazón para el consumo humano. También se le utiliza con frecuencia como animal de laboratorio y para decorar acuarios.